# Cueva de El Fantasma

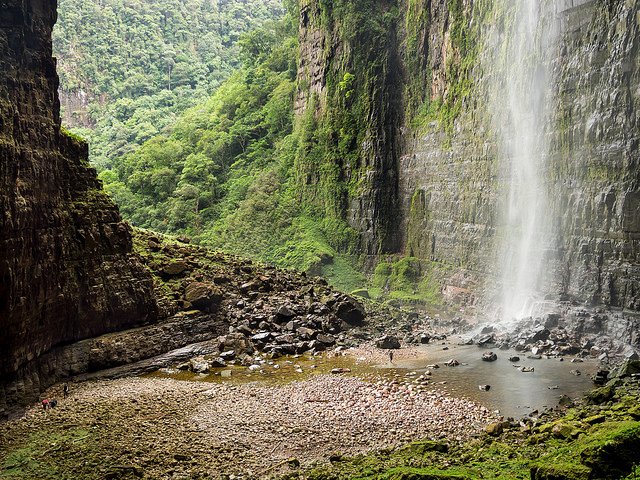
Interior de la Cueva del Fantasma, Venezuela.

La cueva de El Fantasma es en realidad una colosal grieta vertical ubicada en el tepui Aprada  dentro de parque nacional Canaima. Esta grieta tiene una cascada al costado de su entrada que hace recordar la historieta "El Fantasma", y de allí su nombre. En el único salón de esta formación han entrado dos helicópteros simultáneamente lo que hace imaginar sus dimensiones.
Esta grieta ha sido confundida con la Cueva Charles Brewer ubicada también al sur de Venezuela. Se trata de una cueva gigante en el estado Bolívar, en una de las zonas de mayor riqueza biológica, y geológicamente una de las más antiguas del mundo, se encuentra en el macizo Chimantá.
La Cueva Charles Brewer fue descubierta en el año 2002 (se oficializó en 2004) en una expedición del explorador y científico venezolano Charles Brewer-Carías. Dentro de la cueva hay un río, cataratas, galerías y un lago profundo. La Boca principal que fue bautizada Boca del Mamut mide 150 metros de ancho y 50 metros de altura.
La Cueva Cueva Charles Brewer alcanza los 23.600 metros de largo, lo que la convierte en la cueva más voluminosa de Venezuela y en la cueva de cuarcita más grande y antigua del mundo. Toda el área está protegida como parte del parque nacional Canaima. Para dar una idea de sus dimensiones en una sola de sus galerías cabe completa la Cueva del Guácharo una de las más emblemáticas de Venezuela, ubicada en el estado Monagas en el norotiente del país, cerca de la población de Caripe.